# TVオバケてれもんじゃ
『TVオバケてれもんじゃ』（テレビオバケてれもんじゃ）は、1985年1月10日から同年3月28日までフジテレビ系で放送された特撮テレビドラマである。

## 概要
日曜朝9時の東映不思議コメディーシリーズ『ペットントン』の成功を受け、同シリーズの作風を取り込み木曜のゴールデンタイム（19:30 - 20:00）で放送された。原作が石ノ森章太郎、メインライターが浦沢義雄など、東映不思議コメディーシリーズのスピンオフ的作品であり、文献によっては本作品も東映不思議コメディーシリーズに含めて紹介されている。
バラエティ番組色が強く、局の人気番組の出演者が大量に出演した。
しかし、視聴率は振るわず、全11回で打ち切られた。メインライターの浦沢義雄は、「スタッフ全員がゴールデンタイムを知らず、自然と自粛してしまったのだろう」と述べている。
映像はフィルム撮影を基本としつつ、特殊効果の施されたシーンには一部VTR撮影・編集を行なっている。当時、ジョージ・ルーカスが開発したとされるフィルムの質感を表現可能なVTRは日本で普及しておらず、キネコ処理しなければならなかった当時の純フィルム作品と異なり、質感の異なる映像が交互に現れる点が特徴だった。だがそうした本作品での映像技術は特撮では定着することなく、東映特撮では当時すでに一般向け東映作品に導入していたファイン・ネガ・ビデオシステムがようやく導入された1990年代中期でも、VTR合成やオプチカル処理はキネコやフィルム焼き付けが主流となっていた。その後、東映のVTR撮影特撮は『超光戦士シャンゼリオン』まで現れなかった。
次回予告で『どきんちょ!ネムリン』と共演し、てれもんがネムリンの予告に出たこともあった。

## あらすじ
冒頭で、主人公の林トンボが「僕の家のテレビは8チャンネルしか映らない、だから大好きなキン肉マンやトップテン、キャプテン翼が視られない…」と語るところから始まる。
テレビを買い替えてくれない両親に業を煮やしたトンボは、自宅のテレビを壊して無理矢理にでも買い替えてもらおうとする。いざ、テレビの目の前で壊そうとした瞬間…そこにテレビから現れたのは、林家のテレビの中に住み着き「電波の滓」を食べて生きているというオバケのてれもんだった。
ライバルの「ザ・グレートデンキ」は、近所の電器店（屋号：小俣電器）のオヤジである。『てれもんがいるから林家はテレビを買い替えてくれない』と思い込み、てれもん退治に奔走する。「でんでんでんでん電気の神様…」と祈りながらザ・グレートデンキに変身し、自分で発明した奇妙奇天烈な効果を起こす不思議な銃を使っててれもんを攻撃するのだった。

## 登場人物

### てれもんと林一家
てれもん
電波の滓から生まれた全身オレンジ色のTVオバケ。本名は「てれもんじゃ」だが作中では「てれもん」と呼ばれることが多い。テレビの中と現実を行き来し、テレビに映った物体や人物を実体化させて外に出すことができる。どこまでも伸びる喉ちんこを自在に操って攻撃する。また、大量の電気を体内にためこんでおり、家電を動かすことも可能。風邪を引くと熱の代わりに電気を放出する。「じ〜」が口癖。電波の滓が食糧という設定だが、OPをはじめ普通の食品も食べる場面がある。
林 トンボ
本編の主人公。家のテレビがフジテレビだけしか映らないことが原因でネクラな性格になっている。
林 アゲハ
トンボの母。明るくお茶目な性格。
林 カブト
トンボの父。区役所勤務の平凡なサラリーマン。第7話では中学教師という設定になり、偶然から不良少女を更生させた。

### 町の人たち
サヤカ
トンボやてれもんの憧れの少女。ザ・グレートデンキに感銘を受けて同様のメイクとコスチュームでファンクラブ会長を名乗ったこともある。
ラドン
トンボの同級生。アゲハに恋し、結婚しようと目論んでいる。
屋台のラーメン屋
カブトの友人。

### てれもんの敵
小俣／ザ・グレートデンキ
林一家の近所の電器店・小俣電器の店主。第2話から登場だが、第5・7・10話には登場しない。ザ・グレートデンキは小俣が店奥の祭壇にある電気大明神に祈祷を捧げて瞬間的に変身した電気の怪人で、自称「電器メーカーの正義の味方」。林家のテレビを壊して最新式に買い換えさせようと目論んでおり、そのために目障りなてれもんを憎む。毎回、後述の新製品（武器）を手にてれもんに挑むが敗北を重ねている。林家を含む近所の電器店の馴染み客の奥さんたちには「へんなことをやっている」と思われるなど正体が知れ渡っている。
強力瞬間冷凍フリーザー銃
第2話で使用。
ターボ乾電池付灼熱ヒーター型ストリップ銃あっちっち
第3話で使用。
逆転早送り等々あらゆる機能が鮮明画像で楽しめるスライドバリヤー赤外線フォーカス百万時間ビデオマシーンぴっぴっぴ
第4話で使用。
改良型強力瞬間冷凍フリーザー銃
第6話で使用。
ハンマー
第8・11話で使用。小俣が普段から所持している仕事道具。新製品の開発が間に合わなかった際に武器として使用する。
無公害節約省エネタイプの強力瞬間クッキングマシーン
第9話で使用。
総天然色カラーボーイ
第6話登場。小俣が電気大明神に祈って誕生させた怪人。頭部はテレビでテストパターンのような衣を纏い、おネエ言葉で話す。全てを総天然色に変えてしまう「ステレオウィンク」を使う。ザ・グレートデンキの命令も聞かず、単独で暴走、このためグレートデンキはてれもんと共闘する事になる。
林家のテレビ
林家が東京オリンピックの年（1964年）に購入したカラーテレビ。最終回第11話では意思を持ち、トンボが福引で新型のカラーテレビを当てたことで自身が捨てられそうになったため、激怒して暴れ出した。てれもんにも止めることはできなかったが、グレートデンキのハンマーに叩かれたショックで遥か彼方へ飛び去り、人工衛星となって地球の周囲を回りだすという結末を迎えた。てれもんにとっては自分の家であり生みの親のような存在ではあるが、無くては生きていけないというわけでもなく、その後も元気にトンボと遊ぶ姿が描かれて物語は幕を閉じる。

## スタッフ
- 企画：前田和也（フジテレビ）、平山亨（東映）
- 原作：石森章太郎
- 連載：てれびくん、テレビランド、小学館の学習雑誌
- 脚本：浦沢義雄、加藤盟、水谷龍二、佐伯孚治
- 音楽：本間勇輔
- プロデューサー：清水賢治（フジテレビ）、植田泰治・西村政行（東映）
- 撮影：林迪雄、池田健策
- 照明：関口弥太郎、大森康次
- 美術：安井丸男
- ビデオ合成
  - 技術：島田健治
  - 映像：小川信明
  - 色調整：石垣強
  - VTR：前岡良徹
- 助監督：近藤杉雄、竹内英孝
- 録音：川島一郎
- 編集：只野信也
- 記録：川村薫、山下千鶴、澁谷康子、森美礼
- 選曲：秋本彰
- 効果：原田千昭
- 撮影助手：臼木敏博
- 照明助手：大森康次、関口弥太郎
- 装置：江田豊
- 装飾：装美社
- 操演：野村正且
- 衣裳：東京衣裳
- 美粧：サン・メイク
- メイクアップデザイン：トニー田中
- 造型協力：レインボー造型企画
- アクションクリエーター：岡田勝
- 現像：東映化学
- 協力：横浜シネマ、東通（システムマネージャー：峰沢和夫）、ホームタウン
- 進行主任：井口喜一
- 制作担当：小貫綮子、鈴木勝政
- 資料担当：青柳誠（石森プロ）
- プロデューサー補：北崎広実
- 監督：加藤盟、田中秀夫、佐伯孚治
- 制作：フジテレビ、東映

## 主題歌
- OP：「Nice Accident」、ED：「チャンネルX」
  - 歌：榊原郁恵／作詞：森雪之丞／作曲：芹澤廣明／編曲：川上了

両曲を収録したEPレコードは、日本コロムビアより発売。なお、OP映像とED映像では、歌詞テロップは表示されなかった。

## 出演者
- てれもん - 高木政人
- てれもんの声 - 龍田直樹
- 林 トンボ - 伊藤環
- 林 アゲハ - 木ノ葉のこ
- 林 カブト - 佐渡稔
- サヤカ - 星めぐみ
- ラドン - 林義人
- 屋台のラーメン屋 - 市川勇
- 小俣／ザ・グレートデンキ、電気の神様 - 斉藤晴彦

## 放送リスト
| 放送日         | 話数 | サブタイトル                         | 脚本              | 監督     | ゲストキャラクター |
| -------------- | ---- | ------------------------------------ | ----------------- | -------- | --- |
| 1985年 1月10日 | 1    | ザンゲの神様 クラッシュも真っ青!!    | 浦沢義雄          | 加藤盟   | - クラッシュギャルズ - 羽賀健二 - ぶーちゃん小林 - ザンゲの神様（ブッチー武者） - とんねるず                                                                                           |
| 1月17日        | 2    | 正義の味方ザ・グレートデンキ誕生!!   | 浦沢義雄          | 加藤盟   | - 福岡翼 - 本間淳子 |
| 1月24日        | 3    | 必殺! (秘)ストリップ銃あっちっち     | 浦沢義雄          | 田中秀夫 | |
| 1月31日        | 4    | 紙テープはスーパースターの夢を見る!! | 浦沢義雄          | 田中秀夫 | - 佐藤B作 - 横尾三郎 - 徳田雅之 - 木村修 - 丸山宏美 |
| 2月7日         | 5    | 高見山直伝! 強い女の子に勝つ方法     | 浦沢義雄          | 加藤盟   | - 高見山大五郎 - 山浦栄 - 泉福之助 - 村田正子 - 前田優紀 - 高橋リサ - 滝奈々 - 岡崎由喜枝 - 駒崎涼太郎 - 片桐尚三郎 - 橘慎之介 - 松本陽子                                              |
| 2月14日        | 6    | 恐怖の音声多重総天然色カラーボーイ   | 浦沢義雄          | 加藤盟   | - 結城貢 - 音声多重総天然色カラーボーイ（山崎清） - 看護婦役の女優（川村万梨阿） - 佐川二郎 - 小甲登枝恵 - 小山昌幸 - 徳田雅之 - 佐藤法義 - 小笠原東一郎                               |
| 2月28日        | 7    | 不良少女XYZ 積木くずしパニック!!     | 浦沢義雄          | 田中秀夫 | - テレビの中の中学教師（ビートきよし） - テレビの中の不良少女（茂野幸子） - 山本（井浦秀智） - 宮脇志都 - 志賀律子 - 上野由美子 - 知野方子 - 大谷和世 - 中村麻記 - 染谷早苗 - 尾崎泰子 |
| 3月7日         | 8    | トンボが初めて百点満点をとった日!!   | 浦沢義雄          | 田中秀夫 | - 司会者（石井愃一） |
| 3月14日        | 9    | 逃げろや逃げろ!! ヒーローはつらい    | 浦沢義雄 加藤盟   | 佐伯孚治 | - 映画監督（吉田重幸） - ふくしまとしえ - 鈴木克久 - 田中愛子 |
| 3月21日        | 10   | 私は恋するフランケンシュタイン       | 水谷龍二 佐伯孚治 | 佐伯孚治 | - フランケン（大友龍三郎） - 今野亜紀 - 山本緑 - 大館光信 - 舟久保信之 - フランケンシュタイン博士（市川勇）                                                                            |
| 3月28日        | 11   | 突然サヨナラ! いとしのテレビ         | 浦沢義雄          | 加藤盟   | - 福引の男（木村修） - 奥様（松本美佐代） |

## 映像ソフト
2008年7月21日発売の「石ノ森章太郎 生誕70周年 DVD－BOX」にテレビシリーズの第1話が収録され、初めてソフト化された。

## 放送局
- フジテレビ（キー局）：木曜 19:30 - 20:00
- 北海道文化放送：木曜 19:30 - 20:00[11]
- 仙台放送：木曜 19:30 - 20:00[12]
- 秋田テレビ：木曜 19:30 - 20:00
- 福島テレビ：木曜 19:30 - 20:00[12]
- 新潟総合テレビ : 木曜 19:30-20:00
- テレビ静岡：木曜 19:30 - 20:00
- 東海テレビ：木曜 19:30 - 20:00
- 関西テレビ：木曜 19:30 - 20:00
- 岡山放送 : 木曜 19:30 - 20:00
- テレビ新広島：木曜 19:30 - 20:00
- テレビ愛媛：木曜 19:30 - 20:00
- テレビ西日本 : 木曜 19:30 - 20:00

## CS放送・ネット配信

### CS放送
- 東映チャンネル：2006年1月 - 2月
  - 「石ノ森章太郎劇場」枠にて放送。

### ネット配信
- 東映特撮YouTube Official…2024年10月7日 - 11月11日